# 赤川インターチェンジ
赤川インターチェンジ（あかがわインターチェンジ）は、北海道函館市にある函館新外環状道路のインターチェンジ。

## 歴史
- 2015年（平成27年）3月14日 : 函館IC/JCT - 赤川IC間が開通[1][2][3][4][5]。
- 2021年（令和3年）3月28日 : 赤川IC - 函館空港IC間が開通[6]。

## 周辺
- 渡島合同庁舎（渡島総合振興局）
- 函館地方気象台
- 四稜郭
- 笹流ダム
- 公立はこだて未来大学
- 北海道立道南四季の杜公園
- 新中野ダム

## 接続する道路
- 直接接続
  - 北海道道347号赤川函館線
- 間接接続
  - 北海道道100号函館上磯線（産業道路）

## 隣
函館新外環状道路
(1) 函館IC/JCT - (2) 赤川IC - (3) 日吉IC